# フリーデリケ・アレクサンドリーネ・フォン・コーゼル
フリーデリケ・アレクサンドリーネ・フォン・コーゼル（Friederike Alexandrine Gräfin von Cosel, 1709年10月27日 - 1784年12月16日）は、ポーランドとザクセンの統治者アウグスト強王と、愛妾のコーゼル伯爵夫人アンナ・コンスタンティアの間の2番目の非嫡出子。結婚に伴いモシンスカ伯爵夫人（Gräfin Moszyńska）。

## 生涯
1730年2月18日、20歳ほど年長のポーランド王冠領財務長官ヤン・カンティ・モシンスキ伯爵と結婚。夫との間に2人の息子、アウグスト・フリデリク・モシンスキ（1731年 - 1786年）とフリデリク・ユゼフ・モシンスキ（1738年 - 1817年）をもうけたが、夫とは次男誕生直前の1737年に死別している。
1742年4月、ドレスデンの市街地庭園ビュルガーヴィーゼ内のドーナ家地所（Dohnaischen Schlag）に隣接する地所を入手する。1742年から1744年にかけ、建築家ユリウス・ハインリヒ・シュヴァルツェに命じてこの地所に庭園付きのロココ様式の私邸モシンスカ宮殿を建設させた。フリーデリケはドレスデンの最も格式高い社交場の一つとなったこの私邸で後半生を送った。モシンスカ宮殿は1871年に解体された。
1750年、異母兄アウグスト3世によりイノヴウツ（現ウッチ県トマシュフ・マゾヴィエツキ郡）の代官職を授けられた。
ドレスデンには現在も彼女に因んだモシンスキ通り（Mosczinskystraße）が存在する。

## 引用・脚注
1. ↑  Krzysztof Chłapowski, Starostowie niegrodowi w Koronie 1565-1795 Materiały źródłowe, Warszawa, Bellerive-sur-Allier 2017, s. 182.